# Carmencita Hederman
Carmencita Hederman (* 23. Oktober 1939 als Carmencita Cruess Callaghan; † 31. Mai 2025 in Dublin) war eine irische Politikerin und Mitglied des Seanad Éireann.
Hederman war von 1974 bis 1999 Mitglied des Dublin City Council. In dieser Zeit hatte sie von 1987 bis 1988 das Amt des Lord Mayor of Dublin inne. Von 1989 bis 1993 war Hederman Senatorin im 19. Seanad Éireann. Sie wurde hierbei als Unabhängige für einen der drei Senatssitze der Universität Dublin gewählt.
Carmencita Hedermans Tochter Wendy Hederman ist ebenfalls politisch tätig. Im Juli 2004 gewählt, gehörte sie bis Juli 2007 wie ihre Mutter dem Dublin City Council an. Wendy Hederman ist Mitglied der Progressive Democrats.